# بهیموت (کتاب)

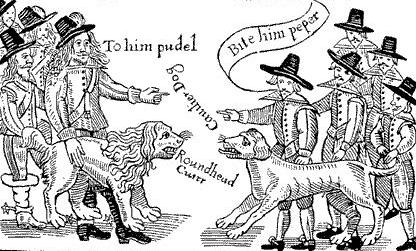
برگرفته از کتاب بهیموت

بهیموت (به انگلیسی: Behemoth) یا پارلمان طولانی کتابی نوشته اندیشمند انگلیسی توماس هابز و دربارهٔ جنگ‌های داخلی انگلستان است. هابز این کتاب را در سال ۱۶۶۸ نوشت اما به درخواست چارلز دوم انتشارش تا سال ۱۶۸۱ عقب افتاد.

## فصول کتاب
بخش یکم: بهیموت یا نتیجه جنگ‌های داخلی انگلستان
بخش دوم: هر دو طرف آماده جنگ می‌شوند.
بخش سوم: جنگ داخلی انگلیسی، ظهور کرامول و اعدام چارلز اول
بخش چهارم: رهبری الیور کرامول، شکست ریچارد کرامول، ترمیم خاندان استوارت

## ترجمهٔ فارسی
این کتاب توسط حسین بشیریه به فارسی ترجمه شده‌است.